# Comuna Scobinți, Iași
Scobinți (în trecut, Bădeni) este o comună în județul Iași, Moldova, România, formată din satele Bădeni, Fetești, Scobinți (reședința), Sticlăria și Zagavia.

## Așezare
Comuna se află în nordul județului, pe malurile Bahluiului, la sud de orașul Hârlău. Este străbătut de șoseaua națională DN28B, care leagă Târgu Frumos de Botoșani. Între Bădeni și Fetești, acest drum se intersectează cu șoseaua județeană DJ281, care duce spre vest la Sirețel și Lespezi și spre sud la Ceplenița, Cotnari, Belcești, Erbiceni și Podu Iloaiei (unde se termină în DN28).

## Demografie
Componența etnică a comunei Scobinți
     Români (89,4%)
     Alte etnii (0%)
     Necunoscută (10,6%)
Componența confesională a comunei Scobinți
     Ortodocși (88,94%)
     Alte religii (0,3%)
     Necunoscută (10,75%)
Conform recensământului efectuat în 2021, populația comunei Scobinți se ridică la 6.565 de locuitori, în scădere față de recensământul anterior din 2011, când fuseseră înregistrați 7.458 de locuitori. Majoritatea locuitorilor sunt români (89,4%), iar pentru 10,6% nu se cunoaște apartenența etnică. Din punct de vedere confesional, majoritatea locuitorilor sunt ortodocși (88,94%), iar pentru 10,75% nu se cunoaște apartenența confesională.

## Politică și administrație
Comuna Scobinți este administrată de un primar și un consiliu local compus din 15 consilieri. Primarul, Gheorghe Hrițcu[*], de la Partidul Național Liberal, este în funcție din 2000. Începând cu alegerile locale din 2024, consiliul local are următoarea componență pe partide politice:
|  | Partid                          | Consilieri | Componența Consiliului | Componența Consiliului | Componența Consiliului | Componența Consiliului | Componența Consiliului | Componența Consiliului | Componența Consiliului | Componența Consiliului | Componența Consiliului | Componența Consiliului | Componența Consiliului |
|  | ------------------------------- | ---------- | ---------------------- | ---------------------- | ---------------------- | ---------------------- | ---------------------- | ---------------------- | ---------------------- | ---------------------- | ---------------------- | ---------------------- | ---------------------- |
|  | Partidul Național Liberal       | 11         |                        |                        |                        |                        |                        |                        |                        |                        |                        |                        |                        |
|  | Partidul Social Democrat        | 2          |                        |                        |                        |                        |                        |                        |                        |                        |                        |                        |                        |
|  | Alianța pentru Unirea Românilor | 2          |                        |                        |                        |                        |                        |                        |                        |                        |                        |                        |                        |

## Istorie
La sfârșitul secolului al XIX-lea, comuna purta numele de Bădeni, făcea parte din plasa Bahluiul a județului Iași și era formată din satele Scobinți, Fetești, Zagavia, Sticlăria, Bădeni, Lupăria și Petroșița, având în total 2860 de locuitori. Funcționau în comună două școli cu 90 de elevi (dintre care 24 fete), o moară cu apă și două cu aburi, și patru biserici. Anuarul Socec din 1925 o consemna cu noua denumire de Scobinți în plasa Cârligătura a aceluiași județ, având 3661 de locuitori în satele Bădeni, Fetești, Scobinți, Sticlăria și Zagavia și în cătunul Petroșica. În 1931, comunei i s-au alipit temporar satele comunei Ceplenița, desființată, dar aceasta a fost reînființată la scurt timp.
Satele actualei comune Scobinți au făcut dintotdeauna parte din „Ocolul curților domnești” de la Hârlău. Satul Fetești (Fedești), probabil a aparținut unui jupan Fedea, a fost atestat documentar pentru prima dată în anul 1541, când, la însoțirea domniței Maria cu marele logofăt Ioan Moghilă, vv. Petru Rareș îi dă ca dar de nuntă fiicei sale satul Fetești și 7 „fălci” de vie în Dealu Vodă. Cei doi însurăței, vor deveni în timp părinții domnitorilor Ieremia Movilă și Simion Movilă, ai mitropolitului Moldovei Gheorghe Movilă și ai Anei (Șcheauca), nimeni alta decât bunica „voievodului martir” Miron Barnovschi Movilă Voievod,  domnitorul Simion Movilă fiind părintele ÎPS vlădică Petru Movilă, Mitropolit de Kiev și întemeietor, la văleatul 1633, al Colegiului duhovnicesc de la Kiev. Satul Bădeni din șesul Bahluiului nu putea fi decât satul unui „bade”, a unui frate mai mare, pe când satul Sticlăria a luat ființă la jumătatea secolului al XVIII-lea prin strămutarea satului Vârtejeni de la izvoarele Buhălnicioarei și „tocmirea” în aval a unei fabrici de sticlă cu meșteri aduși din Munții Apuseni. 
Satul Zagavia s-a format în preajma Schitului lui Zagavei „izvodit din pajiște” de o seamă de pusnici într-o poiană a Pădurii Zagavia situată în apropierea Curților domnești de la Hârlău („târgul mamei domniei mele” după cum spunea vv. Petru Mușat în anul 1383), capitală, timp de patru ani a Țării Moldovei 1622-1626). Zagavia (Za-gavei, peste găvan), Zagreb (Za-greb, peste greabăn), Zagora (Za-goran, peste munte, Tesalia sau Valahia Mare din Grecia, și exemplele pot continua. Satul Petroșița a luat ființă pe lângă hanul străvechi situat pe „calea de olac”, pe „drumul poștei” ce făcea legătura dintre Târgul Iașilor și Botoșani, străbătând de-a dreptul satele de câmpie de pe văile Jijiei și Miletin. Satul Petroșița îi trage numele, după cum spun bătrânii, de la o hangiță frumoasă, „cu ochi vii de puică aleasă”, pe care o chema Petruța.
Teritoriul comunei Scobinți a fost locuit din cele mai vechi timpuri, fapt dovedit de așezarea neolitică descoperită în ultima perioadă la Budăii Mari și Budăii Mici, sit arheologic aflat în partea de răsărit a cetății dacice de pe Gradiște (Grădiște !). De remarcat sunt cetățile dacice de pe Dealu Vodă, alcătuită din valuri de pământ și palisadă, cetatea dacică de pe Basaraba, descoperită în anul 1910 de prof. univ. Costachi Fedeleș, precum și așezarea dacică de pe Dealu Cetății, situată în partea de nord-vest a comunei, la hotarul dintre fostele județe Iași, Botoșani și Baia de Suceava. 
În 1950, comuna a trecut la raionul Hârlău din regiunea Iași. În 1968, a revenit la județul Iași, reînființat.

## Monumente istorice
Două obiective din comuna Scobinți sunt incluse în lista monumentelor istorice din județul Iași ca monumente de interes local, ambele fiind clasificate ca monumente de arhitectură: biserica „Buna Vestire” (1849) din satul Bădeni; și biserica „Nașterea Maicii Domnului” (1624) din Zagavia.

## Personalități născute aici
- Amfilohie Hotiniul (c. 1720 - c. 1802), călugăr, cărturar, episcop al Episcopiei Hotinului 1767-1770). A urmat cursurile Academiei ortodoxe de la Kiev, fiind coleg cu viitorul arhiereu Paisie Velicicovski, pe care l-a ajutat să învețe limba română. În anul 1752, aflându-se în obștea călugărilor de la Lavra Pecerska, eruditul monah a scris o istorie a Moldovei, în limba greacă, lucrare pe care scriitorul Alexandru Hâjdeu (părintele savantului B.P. Hajdeu a văzut-o mult mai târziu în casa protopopului de Hotin. În urma războiului ruso-turc și a „răpirii” Bucovinei, Episcopia ținutului Hotin a fost desființată, iar PS Episcop Amfilohie Hotiniul s-a retras la mănăstirea sa de metanie de la Zagavia, unde, timp de peste 30 de ani s-a dedicat traducerilor unor lucrări laice și duhovnicești, publicând prima lucrare românească de geografie intitulată „De obște gheagrafia”, prima lucrare de aritmetică „Elemente aritmetice arătate firești”, „Gramatica teologhicească” și multe altele.